# Santi Marcellino e Festo
Koordinaten: 40° 50′ 49,5″ N, 14° 15′ 30,6″ O
Santi Marcellino e Festo ist ein religiöser Gebäudekomplex samt Kirche und Kloster im historischen Zentrum von Neapel, am Largo San Marcellino, in der Nähe des decumano inferiore.
Die Gebäude werden derzeit nicht mehr religiös genutzt, sondern beinhalten teilweise Abteilungen der Universität von Neapel. In der Kirche finden kulturelle Veranstaltungen und Konzerte statt.

## Geschichte
Der Klosterkomplex ist das Ergebnis der Vereinigung von zwei benachbarten Frauenklöstern von Basilianerinnen aus dem frühen Mittelalter. Das erste stammte aus dem 7. Jahrhundert und war den Heiligen Marcellinus und Petrus martyr (Santi Marcellino e Pietro) gewidmet. Das zweite wurde im 8. Jahrhundert auf Betreiben von Stephan II., Bischof und Herzog von Neapel, gegründet, und war dem Kult der Heiligen Festus und Desiderius (Santi Festo e Desiderio) geweiht, zwei Begleitern des Stadtheiligen von Neapel, Januarius (San Gennaro). Ein Dokument vom 1. März 763 bescheinigt, dass die Äbtissin des Klosters Santi Marcellino e Pietro ein Haus mit Garten in der Nähe der Klosterkirche offiziell auf Stephan II. von Neapel übertrug. Nach vier Jahren Amtszeit wurde der Herzog zum Bischof der Stadt gewählt und gründete dann das andere Ordenshaus an der Grenze des Klosters.
Im 9. Jahrhundert wurde das Kloster Santi Marcellino e Pietro auf Wunsch der Witwe des Herzogs Antimo von Neapel umstrukturiert, und der Erzbischof von Neapel übergab dem Kloster ein Bild, das wahrscheinlich ein Geschenk des byzantinischen Kaisers Basileios II. Bulgaroktonos war.

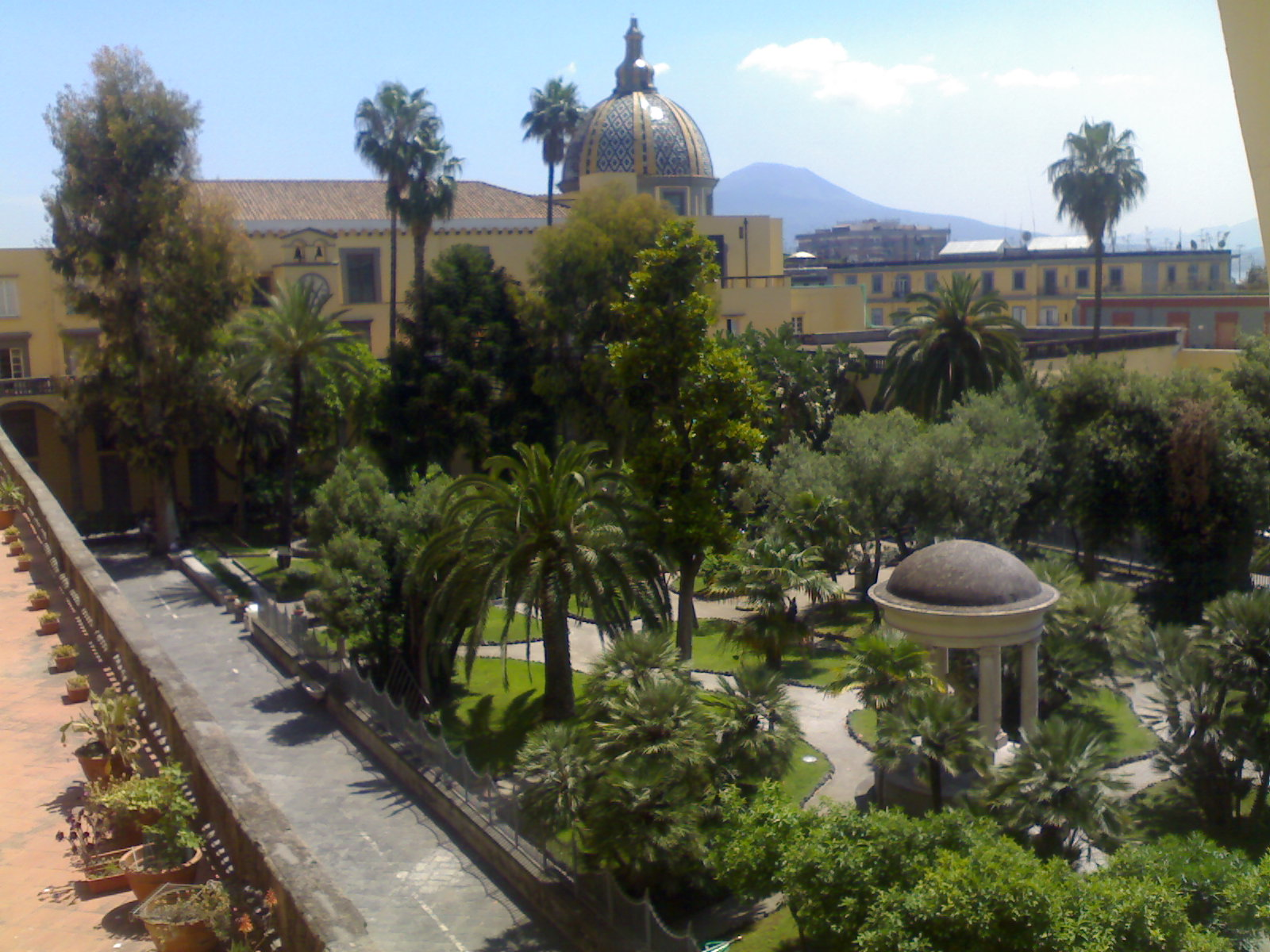
Blick über die Gärten im Kreuzgang zur Kuppel von SS Marcellino e Festo (und zum Vesuv)

1565 wurde das Kloster Santi Festo e Desiderio aufgelassen, weil es sich wirtschaftlich nicht halten konnte, die Nonnen wurden jedoch vom Kloster Ss. Marcellino e Pietro aufgenommen, und der Klosterkomplex erhielt nun die neue und endgültige Widmung an die Heiligen Marcellinus und Festus. Nur zwei Jahre später wurde mit einem Modernisierungsprojekt begonnen, dessen Arbeiten unter der Leitung von Giovanni Vincenzo Della Monica sich etwa dreißig Jahre hinzogen (von 1567 bis 1595).
Zu Beginn des 17. Jahrhunderts erfolgte der Neubau der Kirche nach Plänen der Architekten Pietro D’Apuzzo und Giovan Giacomo Di Conforto; die Ausschmückung mit Malereien und Skulpturen wurde von berühmten Künstlern ihrer Zeit geschaffen. Zwischen 1626 und 1645 wurde auch die mit Majoliken gedeckte Kuppel gebaut, deren Entwurf ebenfalls von Di Conforto stammt.
1707 fanden Restaurierungsarbeiten an der Fassade der Kirche statt, und in der Mitte des 18. Jahrhunderts wurde der gesamte Komplex unter der Leitung von Mario Gioffredo (1718–1785) und Luigi Vanvitelli renoviert. Später wurden die Arbeiten von Vanvitelli alleine zum Abschluss gebracht, der die Kuppel stabilisierte, den Klausurbereich des Klosters östlich des Kreuzgangs erneuerte und anschließend das Oratorio della Scala Santa (Oratorium der heiligen Treppe) erbaute. Die Arbeiten wurden 1772 endgültig abgeschlossen.
Unter der Herrschaft von Joachim Murat wurde das Kloster 1809 aufgelassen und verlor damit seine religiöse Funktion. Im Jahr 1829 richtete man im Komplex eine Erziehungsanstalt für Mädchen ein, unter dem Namen „Secondo Educatorio Regina Isabella di Borbone“.
Mitte des 19. Jahrhunderts wurde die Kirche durch Nicola La Volpe restauriert, mit zum Teil erheblichen Eingriffen in das ursprüngliche Aussehen (siehe unten).
1907 wurde ein Flügel des Komplexes der Universität von Neapel (Università degli Studi di Napoli Federico II.) zur Verfügung gestellt, die bis heute im Bereich des Kreuzgangs und des Oratorio della scala santa untergebracht ist. Schließlich wurde 1932 in anderen Teilen des Klosters (wie dem Kapitelsaal und dem Theatersaal) das Museum für Paläontologie von Neapel (Museo di Paleontologia di Napoli) eingerichtet.

## Plan
| A – Atrium B – Innenraum 1. Eingangsfassade mit dem Gemälde Durchzug durch das Rote Meer von Giuseppe Simonelli 2. Decke mit Gemälden: – im Mittelfeld: Heilige Familie und Heiligste Trinität (Massimo Stanzione), Verkündigung (Bernardino Azzolino) – an den Seiten: Geburt Christi und Präsentation im Tempel (M. Stanzione), Visitation (Belisario Corenzio), Purificazione (Anonym) 3. San Giovanni, emilianische Schule (Gemälde) 4. Pietà, Andrea da Salerno (Gemälde) 5. Madonna mit Kind, zugeschrieben Agostino Tesauro (Gemälde) 6. Erscheinung der Madonna mit Kind vor dem Heiligen Benedikt, Francesco De Mura; unter dem Bogen Fresken mit Geschichten des heiligen Benedikt (von Belisario Corenzio) 7. Altar und Wanddekoration aus Marmor von Dionisio Lazzari; – an den Seiten Statuen von San Marcellino und San Festo von Lorenzo Vaccaro; – im Zentrum Mariä Heimsuchung von Luigi Garzi; – unter den Apsisbögen: Fresken von Belisario Corenzio (und Nicola La Volpe): Geschichten Jesu und Ewiger Gottvater 8. Gastmahl im Hause Simons, von Geronimo Starace (Gemälde); unter den Bögen: Fresken mit Geschichten des Heiligen Donatus von Belisario Corenzio 9. Kuppelfresken von Belisario Corenzio: 12 Patrone der Stadt und Heilige und musizierende Engel 10. Hölzerne Statue des Hl. Donato, Anonymus des 19. Jahrhunderts 11. Purificazione von Evangelista Draghi (Gemälde), und barockes Grabmonument der Adelsfamilie Mastromediano 12. Madonna zu Füßen Jesu, Schule von Benvenuto Garofalo (Gemälde) | Plan des Inneren |

## Das Äußere
Die Fassade der Kirche wurde zu Beginn des 17. Jahrhunderts von Conforto und D’Apuzzo entworfen, jedoch mit offensichtlichen Reminiszenzen an die Architektur der Renaissance, wie man sie in Neapel bei Santa Maria la Nova und Santa Maria Regina Coeli vorgebildet findet. Das dreischiffige Atrium mit seinem Gewölbe und Säulen erinnert an San Gregorio Armeno.
Die 1645 von Conforto fertiggestellte Kuppel wurde 1762 nach den Gepflogenheiten der Epoche von Ignazio Chiaiese mit Majolikafliesen gedeckt, ähnlich denjenigen von Santa Maria della Sanità oder wiederum von San Gregorio Armeno.

## Inneres

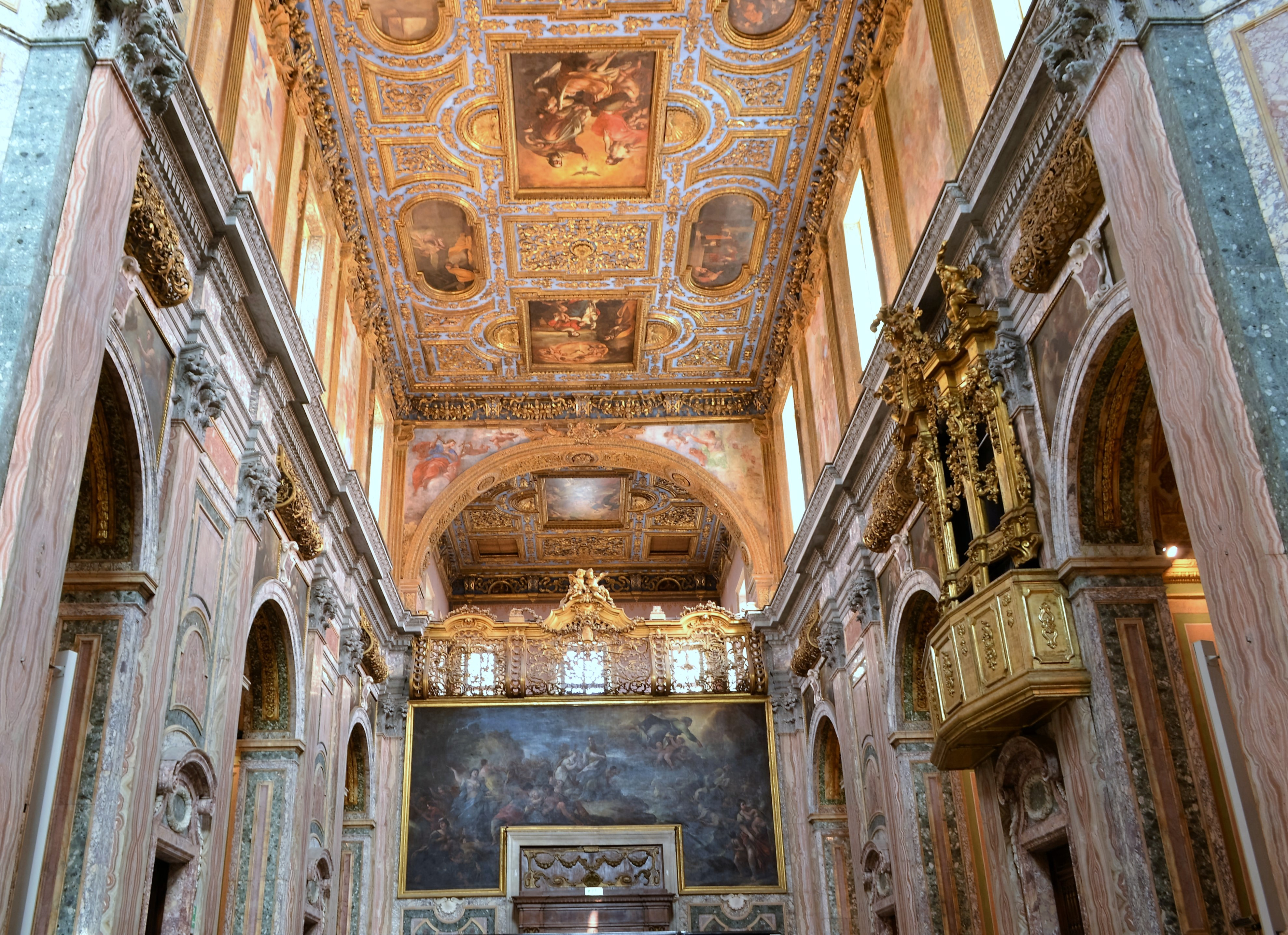
SS Marcellino e Festo – Controfacciata

Der Plan des Inneren basiert auf dem lateinischen Kreuz, mit Kuppel und einem einzigen Kirchenschiff mit insgesamt sechs Seitenkapellen, drei an jeder Seite.
Die Dekoration aus polychromem Marmor in stammt aus dem 18. Jahrhundert und wird dominiert von Honig-, Grün und Grautönen. Sie wurde von Mario Gioffredo und Luigi Vanvitelli entworfen, und zwischen 1759 und 1767 von Antonio Di Lucca und Domenico Tucci ausgeführt. Die holzgeschnitzten und vergoldeten Gitter wurden zwischen 1761 und 1765 von Giuseppe D’Ambrosio realisiert. An der Eingangsfassade stellte Giuseppe Simonelli  1700 den Durchzug durch das Rote Meer dar. Von Vanvitelli stammen auch die Pläne zu den beiden großen Kapellen im Querhaus (1760–1762).

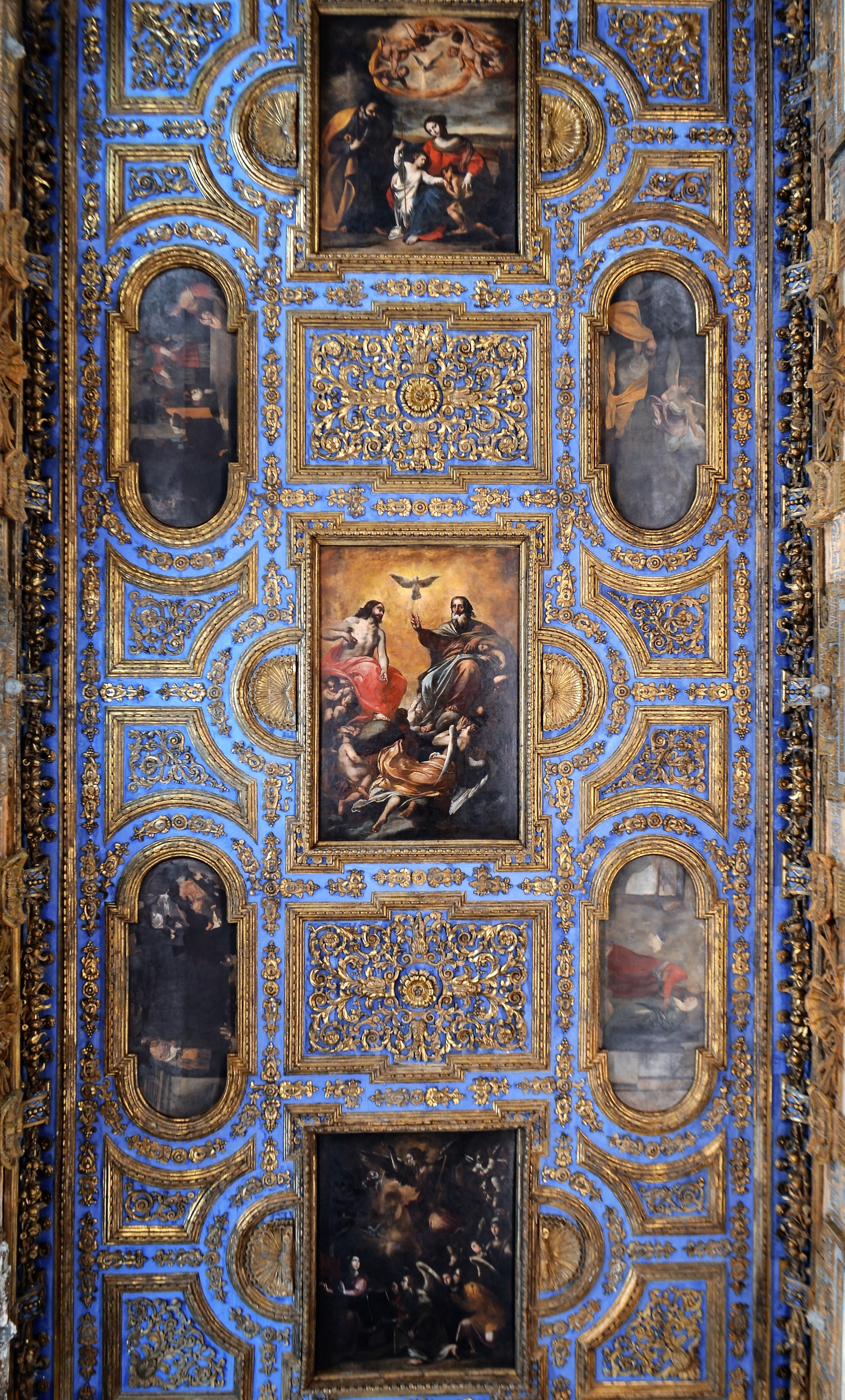
Die Decke mit Gemälden von Massimo Stanzione und Corenzio

Der Raum erhält einen prägenden Eindruck durch die ganz außerordentliche holzgeschnitzte Kassettendecke in charakteristischem Himmelblau mit goldenen Verzierungen, in die sieben Gemälde eingelassen sind; vier davon stammen von Massimo Stanzione: im Mittelfeld die „Heilige Familie“ (350 × 300 cm) und die „Heilige Dreifaltigkeit“ (400 × 380 cm, in der Mitte), und auf der rechten Seite die „Geburt Christi“ und die „Darstellung im Tempel“ (beide 130 × 90 cm). Das dritte Bild des Mittelfeldes, nahe dem Querschiff, ist eine Darstellung der „Verkündigung“ (350 × 300 cm) von Giovanni Bernardino Azzolino (1572–1645), auf der linken Seite befinden sich die „Visitation“ von Belisario Corenzio und eine anonyme Purificazione (beide 130 × 90 cm). Die Decke findet ihre Fortsetzung über dem Nonnenchor, der auf der Empore über dem Atrium liegt (wiederum ganz ähnlich wie in San Gregorio Armeno). Hier befinden sich fünf weitere Gemälde, ein großes in der Mitte und vier kleinere drumherum.
In den oberen Wandfeldern zwischen den Fenstern sieht man Fresken aus der Schule von Belisario Corenzio mit „Geschichten aus dem Marienleben“, und weiter unten über den Bögen der Seitenkapellen malte Simonelli Paare von Heiligen Benediktinerinnen.

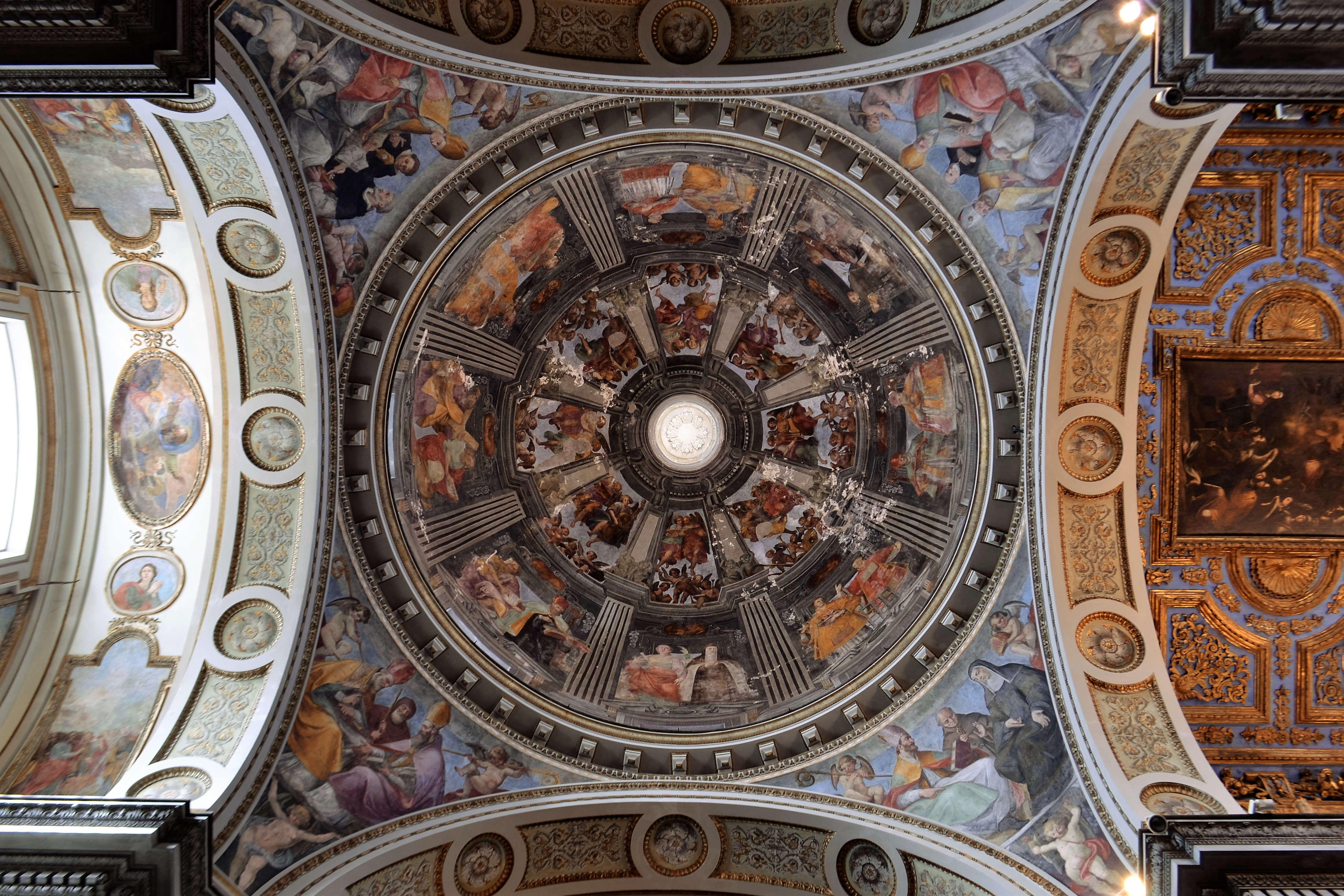
Die Kuppel von SS Marcellino e Festo

Belisario Corenzio bemalte auch das Innere der Kuppel zwischen 1630 und 1640 mit zwölf „Stadtpatronen Neapels“ und mit „Heiligen und musizierenden Engel“ in Tambour und Gewölbe. Die gesamte Komposition wurde jedoch während der Restaurierung in der Mitte des 19. Jahrhunderts von Nicola La Volpe stark überarbeitet und zum Teil neugemalt.
Auf dem Altar des linken Querschiffs befindet sich Francesco De Muras Gemälde „Erscheinung der Madonna mit Kind vor dem heiligen Benedikt“, im rechten Querschiff Geronimo Staraces „Gastmahl im Hause des Simon“. Corenzio ist der Autor der Fresken an den unteren Bögen der beiden Seitenkapellen des Querschiffs und in den vier Ecken der Vierung, wo er links „Geschichten aus dem Leben des heiligen Benedikt“ malte, und rechts „Geschichten des Heiligen Donatus“.

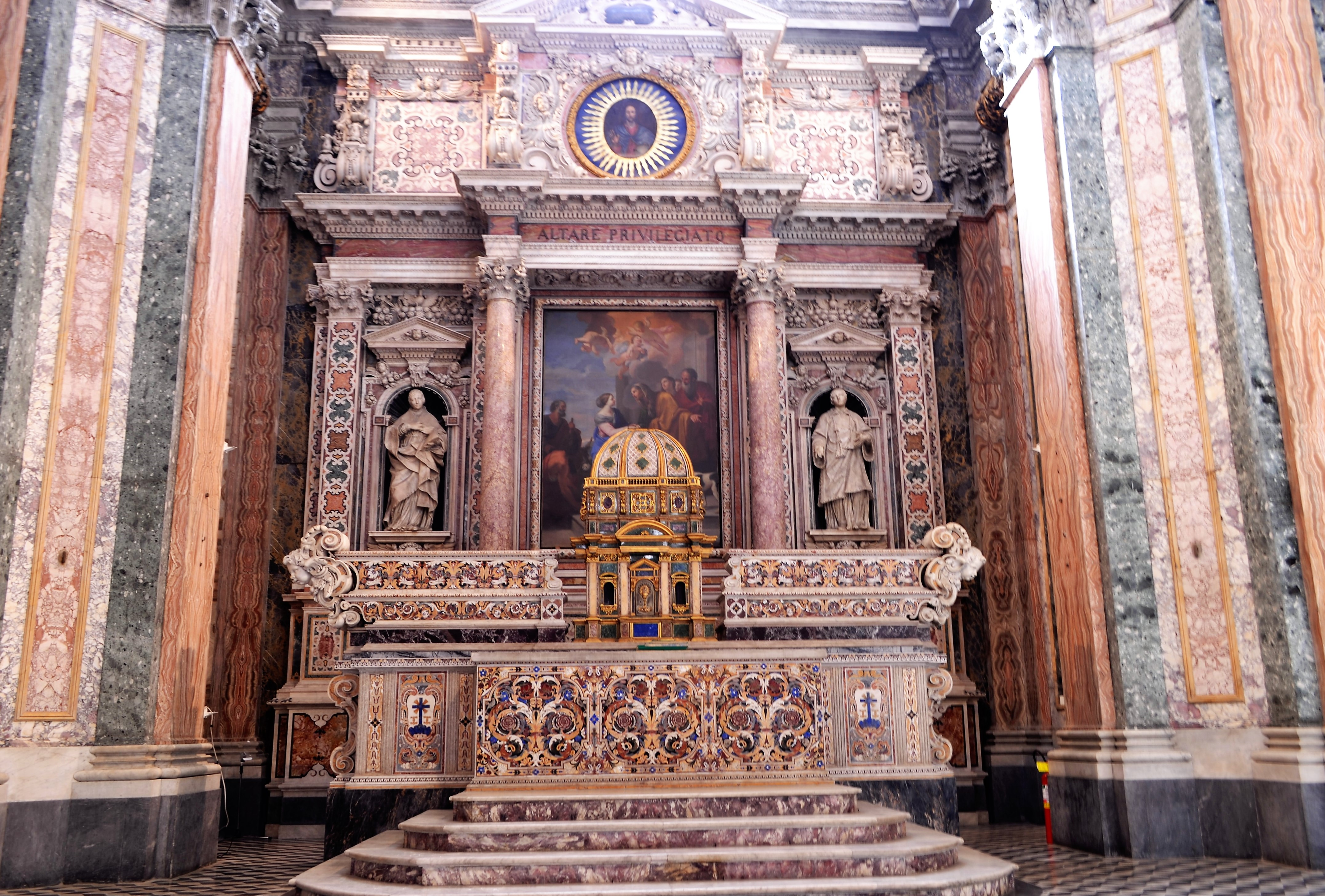
Der Hochaltar mit Marmordekor von Dionisio Lazzari.

Der Hochaltar (von 1670) sowie das wertvolle Ziborium aus Marmor und vergoldeten Bronzen sind Werke von Dionisio Lazzari und stammen ursprünglich aus der abgerissenen Kirche Sant’Anna di Palazzo. Sie wurden während der erwähnten Restaurierungsphase im 19. Jahrhundert hierher gebracht, während der originale Altar in die Kathedrale von Sorrent verlegt wurde. Auch die Marmordekoration der rückwärtigen Wand stammt von Lazzari.
In den Nischen zu beiden Seiten des Marmoraltars stehen Statuen der beiden Titelheiligen „San Marcellino“ und „San Festo“ von Lorenzo Vaccaro. Das Altarbild der Visitation (Heimsuchung Mariä) von Luigi Garzi aus dem Jahr 1700 kam ebenfalls erst im Laufe der Restaurierung im 19. Jahrhundert auf den Altar, als Ersatz für die Darstellung der „Heiligen Marcellino und Festo“, die von Giovanni Bernardo Lama im 16. Jahrhundert noch für die verschwundene Vorgängerkirche „Santi Festo e Desiderio“ geschaffen worden war; Lamas Bild erhielt der Restaurator La Volpe als Vergütung für seine Arbeiten.
Die Fresken im Bereich der Apsis zu beiden Seiten des Fensters und unter dem Apsisbogen („Geschichten Jesu“ und „Ewiger Gottvater“) wurden ursprünglich von Belisario Corenzio geschaffen, aber ebenfalls im 19. Jahrhundert von La Volpe überarbeitet und z. T. neu gemalt.
Die Gemälde in den Seitenkapellen stammen fast ausschließlich von Künstlern der neapolitanischen Schule, die Freskierung schuf auch hier Corenzio. In der ersten Kapelle links befindet sich auf dem Altar ein „Johannes der Täufer“ aus der emilianischen Schule, in der zweiten Kapelle eine „Grablegung“ von Andrea da Salerno, und in der dritten eine „Madonna mit Kind in Glorie mit Engeln“, die Agostino Tesauro zugeschrieben wird; die „Madonna zu Füßen Jesu“ in der ersten Kapelle rechts stammt aus der Schule von Benvenuto Garofalo, und in der dritten Kapelle befindet sich eine Holzskulptur des „Heiligen Donato“ von 1810.

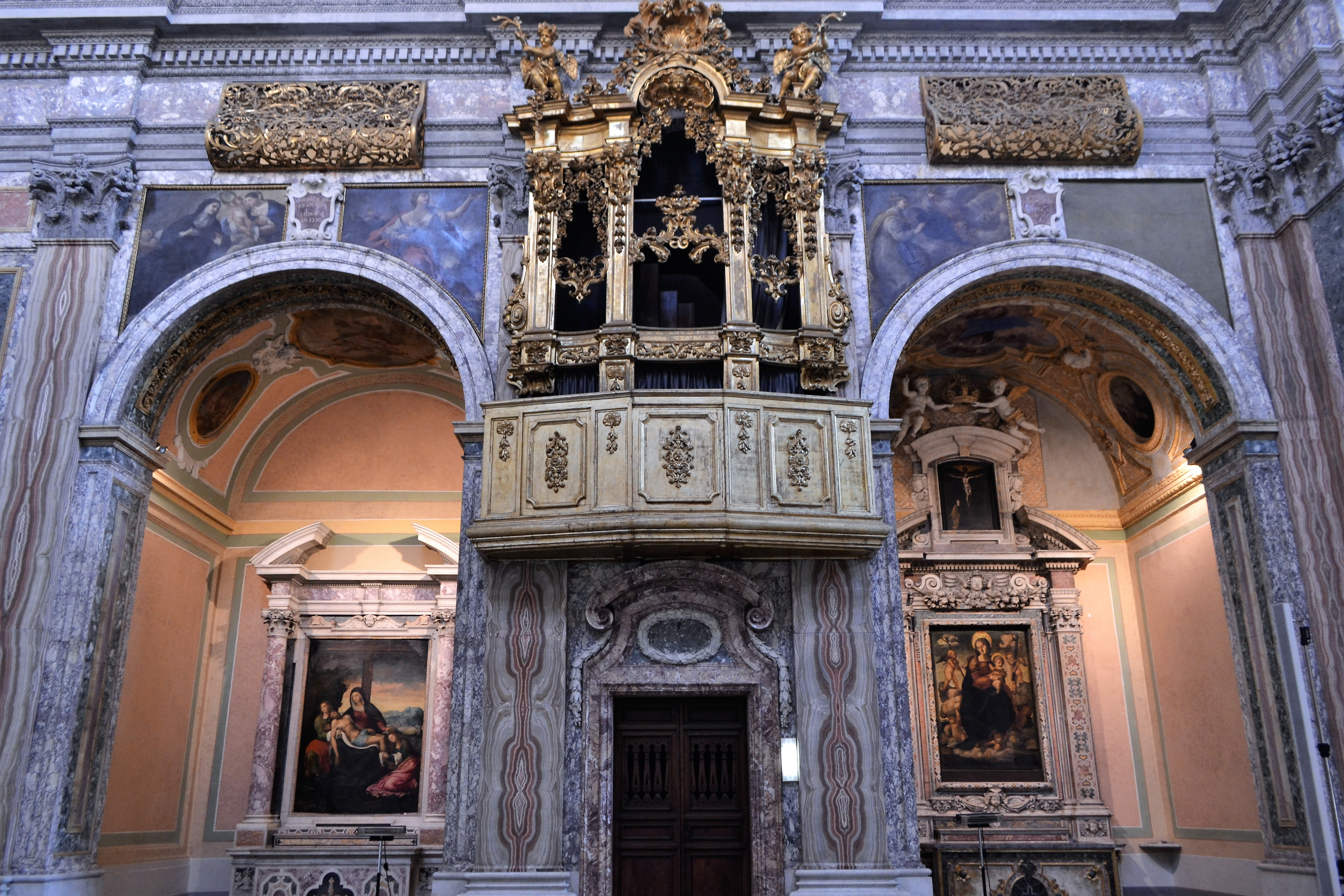
Seitenkapellen und leeres Orgelgehäuse

Der Zugang zur Sakristei der Kirche erfolgt durch eine Tür unter der Orgel zwischen der zweiten und dritten Kapelle auf der linken Seite. Im Inneren befinden sich Möbel und ein Waschbecken aus dem 16. Jahrhundert. Gegenüber führt eine Tür zwischen der zweiten und dritten Kapelle rechts zur Sala del Comunichino, die ebenfalls mit Mobiliar aus dem 16. Jahrhundert und mit einem ungewöhnlichen Majolikaboden mit Landschaften und allegorischen Tierfiguren ausgestattet ist. Zwischen der ersten und zweiten Kapelle rechts befindet sich der Seiteneingang der Kirche, der auch zum Kreuzgang führt.

### Kloster und Kreuzgang
Das (ehemalige) Kloster Santi Marcellino e Festo breitet sich rechts von der Kirche aus. In einem Teil der Räumlichkeiten ist heute die Abteilung für Naturwissenschaften der Universität von Neapel untergebracht. Andere Räume, wie der Kapitelsaal oder das kleine Theater (Sala del Teatrino), gehören zum Museum für Paläontologie. Der große Kreuzgang des Klosters mit seinen Arkaden aus Piperno wurde zwischen 1567 und 1595 von Giovanni Vincenzo Della Monica erbaut und erlaubt einen schönen Panoramablick auf das Meer sowie auf das etwas weiter unten gelegene Oratorio della Scala Santa (Oratorium der heiligen Treppe), das 1772 von Luigi Vanvitelli entworfen wurde.

Altäre im Querschiff von SS Marcellino e Festo
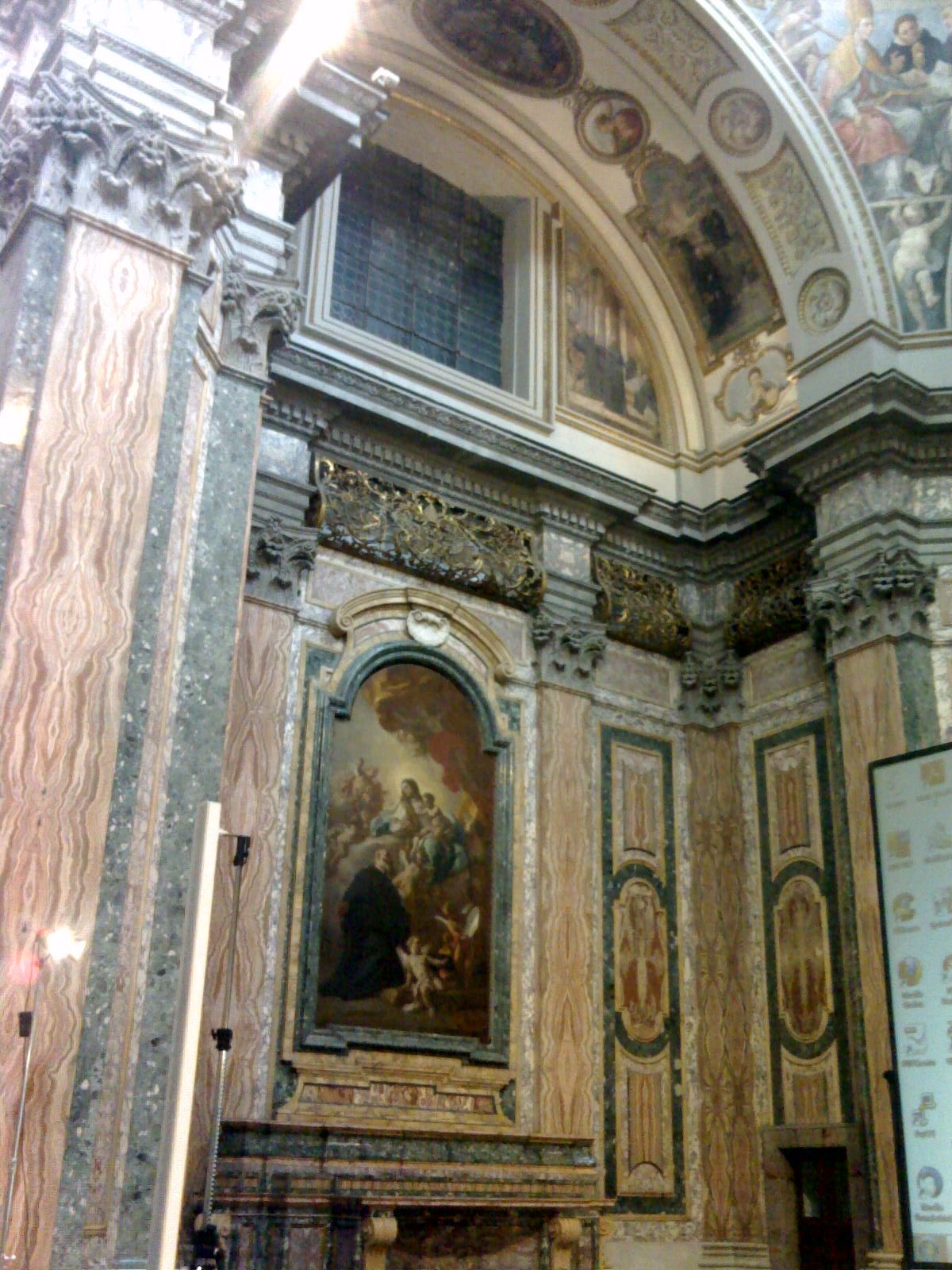
Linkes Querschiff
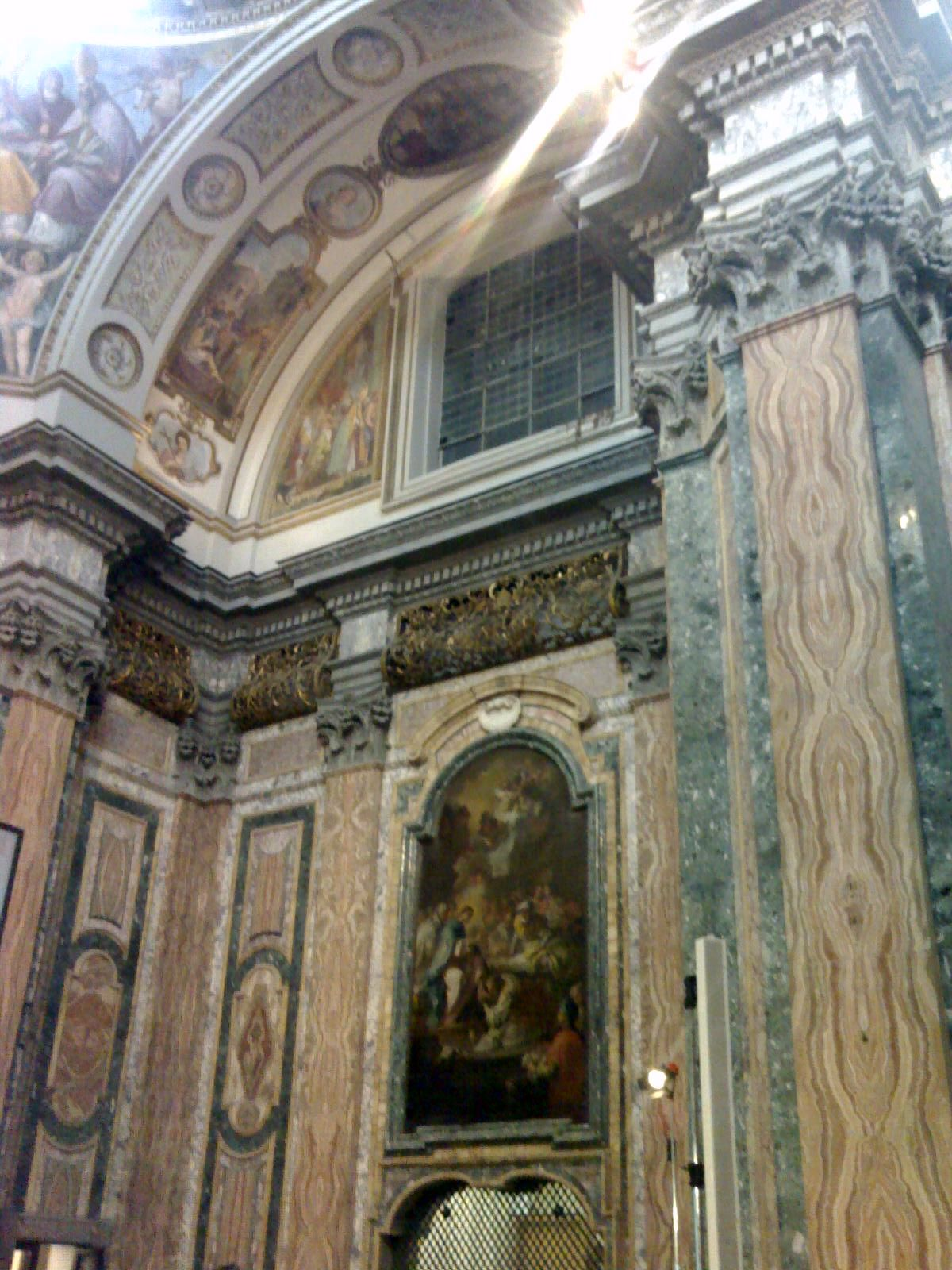
Rechtes Querschiff